# عبد ذياب العجيلي
عبد ذياب العجيلي (7 يناير 1950 -) هو وزير الحكومة العراقية الحالية للتعليم العالي في حكومة نوري المالكي.

## حياته
من مواليد 1950، متزوج.خبير في هندسة البرامجيات وتحليل النظم والتعليم الإلكتروني وصياغة لنماذج الرياضية والإستراتيجية، وخبرة واسعة في مجال التعليم العالي والتدريس في العديد من الجامعات الأجنبية والعربية وعضو العديد من المجلات العلمية العالمية والمؤتمرات وخبير في منظمة اليونسكو وله أكثر من 50 بحثاً منشوراً في مجلات ووقائع مؤتمرات عالمية وأكثر من 17 كتاباً علمياً، وهو يحمل شهادة الدكتوراة في علوم الحاسب الالي.

## المسيرة السياسية
انتخب كجزء من الأغلبية العربية السنية جبهة التوافق العراقية وعضو في الحزب الإسلامي العراقي.
في نوفمبر 2006 وأعلن عن «استقالة مؤقتة» من الحكومة احتجاجا على الخطف الجماعي من قبل أشخاص يرتدون زي الشرطة من الناس من مبنى الوزارة.
إنشق عن قائمة التوافق العراقي، ليدخل إلى القائمة العراقية بقيادة رئيس الوزراء الاسبق إياد علاوي.
شغل منصب وزير التعليم العالي والبحث العلمي لدورة كاملة
وانتخب بعدها نائباً بالبرلمان العراقي والآن هو مستشار لرئيس جمهورية العراق